# Grand Prix automobile d'Italie 1967
GP précédent GP suivant
Le Grand Prix d'Italie 1967 (XXXVIII° Gran Premio d'Italia), disputé sur l'Autodromo nazionale di Monza le 10 septembre 1967, est la cent-cinquante-neuvième épreuve du championnat du monde de Formule 1 courue depuis 1950 et la neuvième manche du championnat 1967.

## Contexte avant la course

### Le championnat du monde
Depuis la saison précédente, la Formule 1 a adopté la réglementation trois litres pour les monoplaces à moteur atmosphérique, avec également possibilité d'utilisation de moteurs suralimentés, un coefficient deux étant alors appliqué pour la cylindrée (soit un maximum de 1 500 cm3 en cas d'utilisation d'un compresseur volumétrique ou d'un turbocompresseur). La réglementation s'appuie sur les points suivants :
- pas de cylindrée minimale
- cylindrée maximale : 3 000 cm3 si moteur atmosphérique ou 1 500 cm3 si moteur suralimenté
- poids minimal : 500 kg (à sec)
- roues non carénées
- double circuit de freinage obligatoire
- arceau de sécurité obligatoire (le haut du cerceau devant dépasser le casque du pilote)
- démarreur de bord obligatoire
- carburant commercial obligatoire
- ravitaillement en huile interdit durant la course
- distance minimale d'un Grand Prix : 300 km
- distance maximale d'un Grand Prix : 400 km
- distance minimale pour être classé : 90% de la distance parcourue par le vainqueur

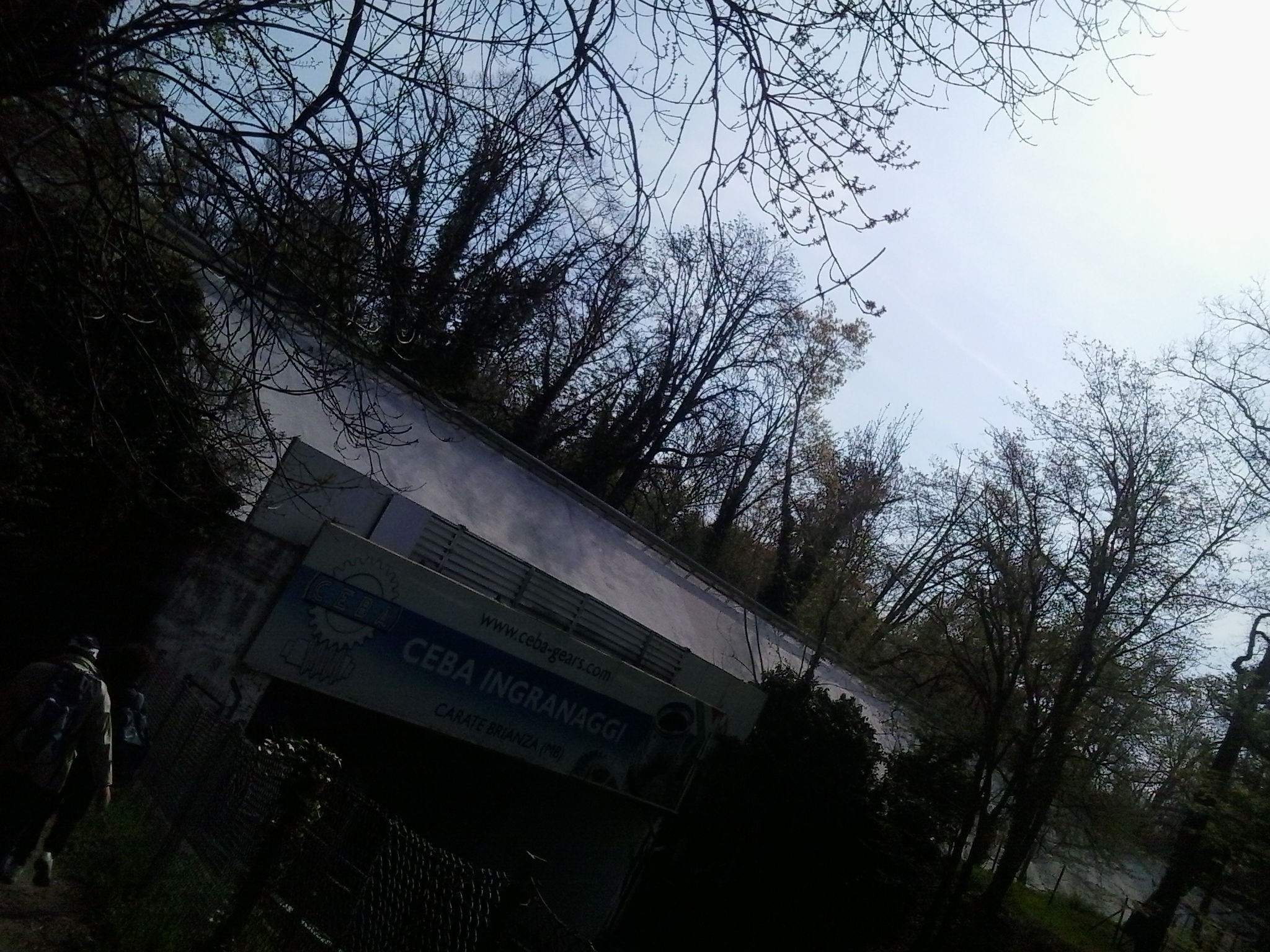
La partie nord de l'anneau de vitesse de Monza, enjambant le circuit routier. Depuis 1962, l'anneau n'est plus utilisé pour les Grands Prix.

Malgré l'apparition au printemps des Lotus 49 à moteur V8 Ford-Cosworth qui ont d'emblée éclipsé leurs rivales au niveau des performances, c'est l'équipe du pilote-constructeur Jack Brabham qui a marqué la saison 1967 de son empreinte. Triple champion du monde et tenant du titre, Brabham a cette année ajouté trois nouveaux grands prix (dont un hors championnat) à son palmarès, son coéquipier Denny Hulme s'étant quant à lui imposé à deux reprises. Remarquable de régularité, Hulme est en tête du classement provisoire, avec neuf points d'avance sur son patron. Bien qu'ayant dominé toutes les épreuves depuis leur apparition au Grand Prix des Pays-Bas, les Lotus ont fait preuve d'une certaine fragilité qui leur a coûté plusieurs victoires ; malgré deux succès, Jim Clark a subi de nombreux abandons et, avec vingt-quatre points de retard sur Hulme alors que trois manches restent encore à disputer, n'a plus qu'une toute petite chance de décrocher le titre mondial.

### Le circuit
Inauguré en 1922 à l'occasion du II° Grand Prix d'Italie (remporté par la Fiat de Pietro Bordino à 140 km/h de moyenne), l'autodrome national italien est l'un des circuits européens les plus rapides. Depuis 1962 et la sensibilisation aux problèmes de sécurité liés à l'usage de l'anneau de vitesse, seul le circuit routier de 5,75 kilomètres est utilisé pour l'organisation des courses de monoplaces, le tracé de dix kilomètres, combinant les deux pistes, étant principalement réservé aux courses d'endurance. Auteur sur sa Ferrari d'un tour à 224 km/h de moyenne lors de la précédente édition du Grand Prix, Ludovico Scarfiotti détient le record officiel du circuit.

## Monoplaces en lice
- Brabham BT24 "Usine"

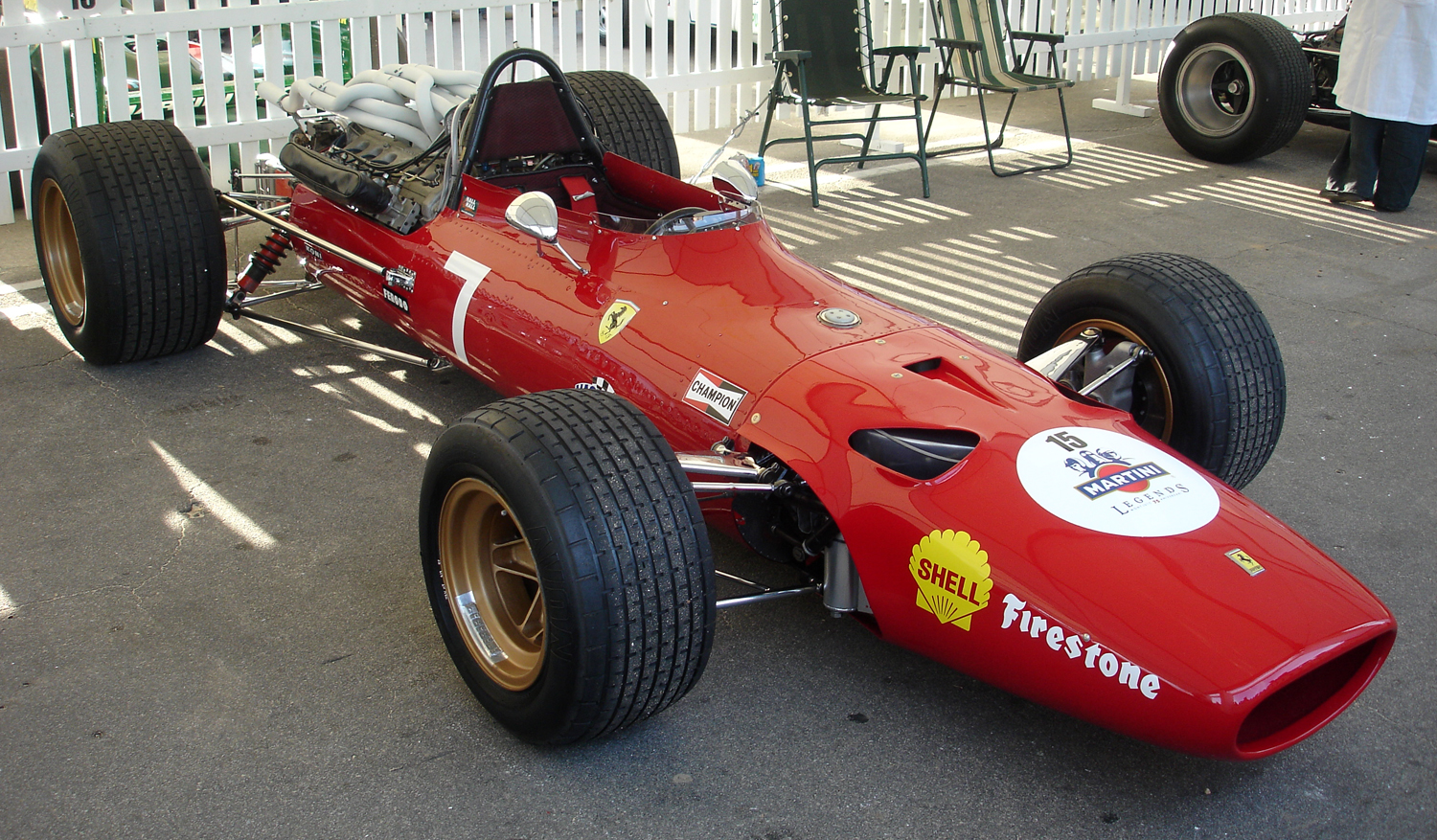
Dans sa toute dernière version, la Ferrari 312/67 (vue ici au cours d'une manifestation historique) a une puissance de 405 chevaux pour un poids de 510 kg.

L'équipe championne du monde aligne deux BT24 pour Jack Brabham et Denny Hulme. Si la monoplace de Hulme est inchangée par rapport aux courses précédentes, celle de Brabham a une partie arrière carénée et le pilote-constructeur australien a également prévu de tester un pare-brise en forme de bulle, des modifications devant améliorer la vitesse de pointe. Très proches des BT23 de Formule 2, les BT24 ont une structure multitubulaire. Leur moteur V8 Repco à deux simples arbres à cames en tête, alimenté par un système d'injection mécanique Lucas, développe 330 chevaux à 8000 tr/min. La transmission fait appel à une boîte de vitesses Hewland DG300 à cinq rapports. Légèreté (510 kg à vide), souplesse d'utilisation et mise au point éprouvée sont les principaux atouts de ces voitures qui manquent de puissance face à leurs principales rivales. Les Brabham sont chaussées de pneus Goodyear.
- Brabham BT20 privée

Guy Ligier a engagé la BT20 qu'il a rachetée à l'usine quelques mois plus tôt. Il a dû en faire remplacer le moteur, fêlé à l'arrivée du dernier Grand Prix d'Allemagne, et n'a pu disposer que d'une ancienne version du moteur V8 Repco, d'une puissance de l'ordre de 285 chevaux. Pesant 570 kg, la BT20 de Ligier est dotée de pneus Firestone.
- Ferrari 312 "Usine"

À la surprise générale, la Scuderia Ferrari n'engage qu'un seul pilote pour l'épreuve italienne. Vainqueur l'an passé, Ludovico Scarfiotti n'a plus les faveurs d'Enzo Ferrari, qui le considère désormais comme « un bon pilote de course de côte, mais non un professionnel de Grand Prix ». Seul représentant de l'équipe, Chris Amon disposera d'un tout nouveau châssis allégé, conservant la structure semi-monocoque des précédentes 312/67, doté de la dernière évolution du moteur douze cylindres en vé, avec distribution à quatre soupapes par cylindre. Alimenté par injection indirecte Lucas, le V12 fournit 405 chevaux à 10200 tr/min. La nouvelle 312/67 pèse 510 kg à vide, soit quinze de moins que la version précédente qui, équipée d'un V12 36 soupapes de 390 chevaux, fera office de mulet. L'écurie italienne utilise exclusivement des pneus Firestone.
- Cooper T81 & T86 "Usine"

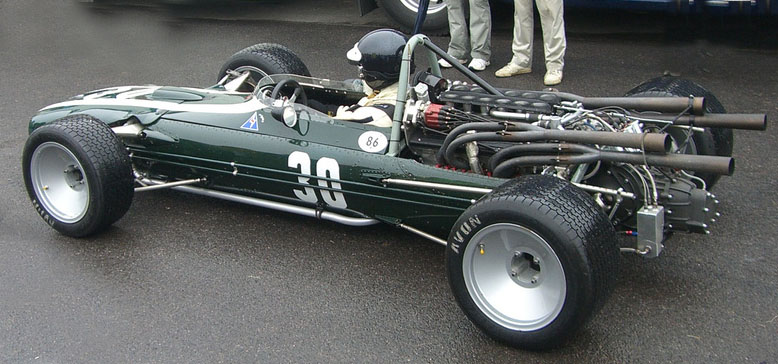
La Cooper T86, à moteur V12 Maserati.

Depuis sa première sortie à Silverstone, la T86 a été nettement modifiée, le nez de la voiture, désormais très bas, comportant un becquet. La T86 est confiée à Jochen Rindt tandis que Jacky Ickx, qui remplace Pedro Rodríguez (blessé lors d'une course de Formule 2 disputée sur le circuit d'Enna-Pergusa), fera ses débuts en F1 au volant d'une T81B, évolution de la T81 de 1966. Toutes deux conçues sous la direction de Derrick White, ces monoplaces à structure monocoque sont dotées d'un moteur V12 Maserati et d'une boîte de vitesses Hewland à cinq rapports. Le motoriste de Modène a beaucoup travaillé sur la dernière version du V12 (quatre arbres à cames en tête, 36 soupapes, double allumage), modifiant la chambre de combustion pour corriger les problèmes de surchauffe rencontrés lors des courses précédentes. La puissance disponible est de l'ordre de 380 chevaux à 10000 tr/min. La T86 pèse 550 kg à vide, contre 580 pour la T81B. Les Cooper utilisent des pneus Firestone.
- Cooper T81 privées

Joseph Siffert dispose de la Cooper T81 de Rob Walker, avec l'ancienne version 24 soupapes du V12 Maserati à double allumage, dont la puissance est estimée à 360 chevaux à 9000 tr/min. Le pilote privé Joakim Bonnier s'aligne sur un modèle identique mais son V12 Maserati est à simple allumage et ne développe que 330 chevaux. Au sein de la Scuderia Filipinetti, Andrea de Adamich disposera quant à lui de l'ancienne voiture de Guy Ligier, une T81 avec V12 à simple allumage. Ces voitures pèsent 605 kg à vide et sont chaussées de pneus Firestone.
- BRM P83 & P115 "Usine"

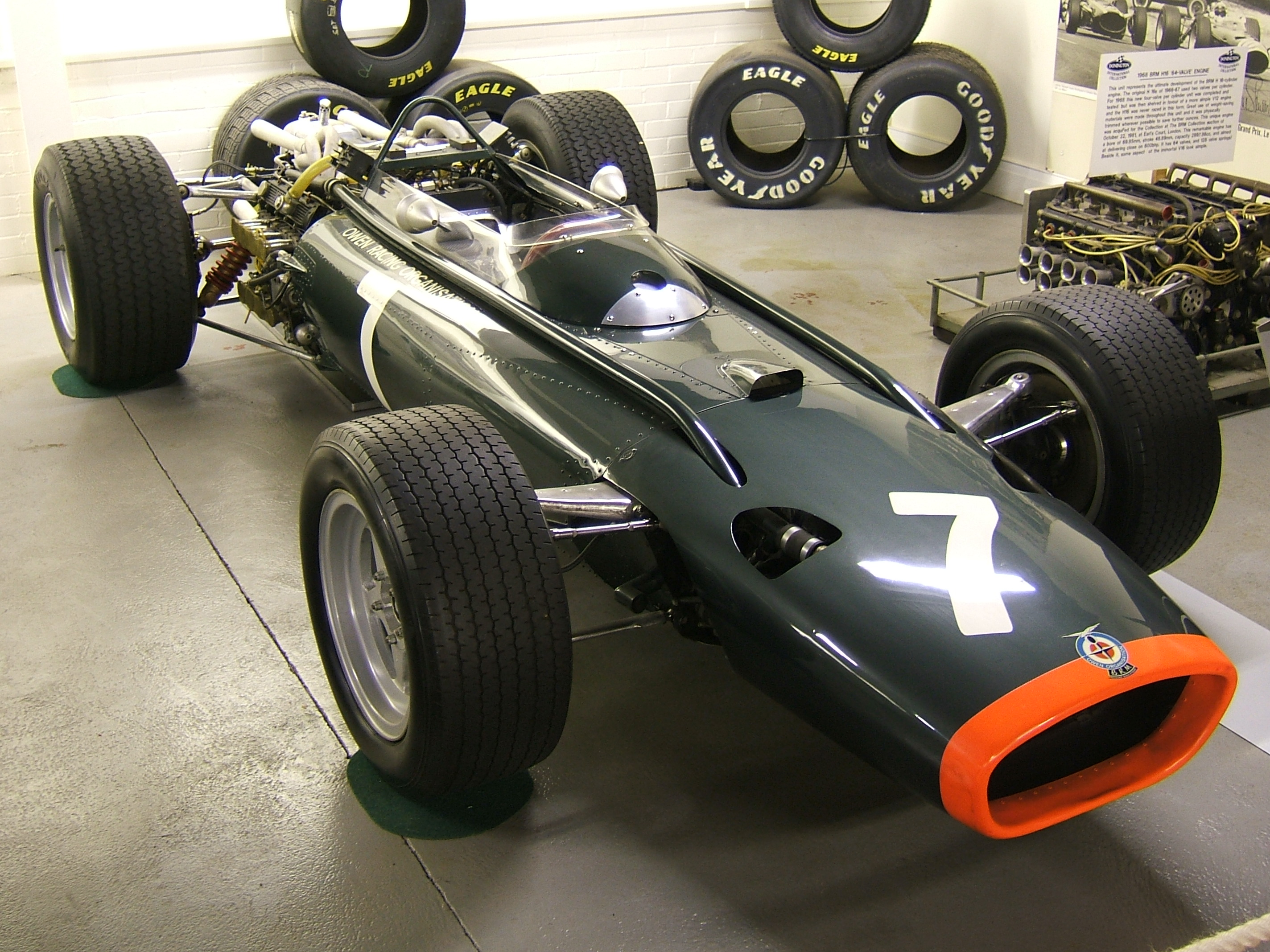
Une des trois BRM P83 présentes à Monza.

Le nouveau V12 BRM est pour l'instant exclusivement utilisé par le pilote-constructeur Bruce McLaren, l'équipe de Bourne terminant la saison avec ses monoplaces à moteur 16 cylindres. Jackie Stewart bénéficie du modèle le plus récent, la P115, alors que son coéquipier Mike Spence se contente d'une P83 de 1966, une deuxième P83 faisant office de mulet. Ces monoplaces à structure monocoque ont des caractéristiques techniques voisines, avec moteur H16 et boîte six vitesses. Plus fine que la P83, la P115 pèse 665 kg à vide, soit 35 de moins que sa devancière. Le moteur réservé à Stewart a été soigneusement affûté et délivre 420 chevaux à 11000 tr/min, contre 400 chevaux à 10000 tr/min pour ceux montés dans les P83. Les BRM utilisent des pneus Goodyear.
- BRM P83 privée

Le Reg Parnell Racing aligne une P83 en tout point identique aux voitures d'usine, qui sera aux mains de Chris Irwin.
- Lotus 49 "Usine"

Colin Chapman a engagé ses trois Lotus 49, l'habituelle voiture de réserve étant confiée pour la circonstance à Giancarlo Baghetti, qui épaulera Jim Clark et Graham Hill. Première monoplace à moteur porteur, la Lotus 49 est motorisée par un V8 développé, avec le soutien financier de Ford, par Cosworth. Pesant seulement 168 kg, embrayage et accessoires inclus, le Cosworth DFV est très compact. Il est doté de deux doubles arbres à cames en tête, avec quatre soupapes par cylindre. Alimenté par injection indirecte Lucas, il développe 400 chevaux à 9000 tr/min. La transmission est assurée par une boîte cinq vitesses ZF. Le châssis monocoque se réduit à la partie avant et au cockpit, le train moteur étant boulonné à l'arrière de la coque. Cette conception permet à l'ensemble d'approcher le seuil minimal de 500 kg à vide. Le Team Lotus est sous contrat avec Firestone.
- Eagle T1G "Usine"

Dan Gurney a engagé deux T1G à moteur V12 Weslake, le pilote constructeur bénéficiant de la coque allégée (à base de titane et de magnésium), sa monoplace pesant 525 kg à vide contre 575 pour celle à coque en aluminium de son coéquipier occasionnel Ludovico Scarfiotti. Le V12 américain possède une distribution à double arbre à cames en tête et 48 soupapes et délivre 410 chevaux à 10000 tr/min. Les Eagle utilisent des pneus Goodyear.
- Honda RA300 & RA273 "Usine"

Le constructeur japonais étrenne sa nouvelle RA300, dont le châssis a été conçu en collaboration avec Eric Broadley dans l'usine Lola de Slough, le pilote John Surtees s'étant fortement impliqué dans son développement. La structure monocoque englobant la partie avant et le poste de pilotage est dérivée de la Lola T90 victorieuse à Indianapolis l'année précédente, aux mains de Graham Hill. Le moteur Honda est supporté par un cadre tubulaire fixé à l'arrière du cockpit. Afin de résoudre les problèmes d'alimentation à chaud, le système d'injection a été revu, au détriment de la puissance, la puissance du V12 à double arbre à cames en tête et distribution à quatre soupapes par cylindre étant désormais d'environ 400 chevaux à 10500 tr/min (contre 420 auparavant). La RA300 pèse moins de 600 kg à vide, contre plus de 700 pour la précédente RA273 (dotée de la même mécanique), dont un exemplaire a été amené en réserve. Les Honda ont des pneus Firestone.
- McLaren M5A "Usine"

Bruce McLaren aligne sa M5A à moteur V12 BRM, apparue au Grand Prix du Canada. Cette voiture à structure monocoque a été développée à partir de la M4A de Formule 2. La transmission est assurée par une boîte «cinq» BRM. Le V12 à quatre arbres à cames en tête, alimenté par injection indirecte Lucas, développe 380 chevaux à 9500 tr/min. Depuis sa première apparition, quelques modifications ont été effectuées, notamment au niveau de la transmission, la boîte de vitesses BRM ayant été remplacée par une boîte «cinq» Hewland. La M5A pèse désormais 535 kg à vide. Elle est chaussée de pneus Goodyear.

## Coureurs inscrits
| no  | Pilote              | Écurie                      | Constructeur | Modèle         | N° châssis | Moteur               | Pneumatiques |
| --- | ------------------- | --------------------------- | ------------ | -------------- | ---------- | -------------------- | ------------ |
| 2   | Chris Amon          | SpA Ferrari SEFAC           | Ferrari      | Ferrari 312/67 | 312/0007   | Ferrari 242 V12      | F            |
| 2T  | Chris Amon          | SpA Ferrari SEFAC           | Ferrari      | Ferrari 312/67 | 312/0005   | Ferrari 242 V12      | F            |
| 4   | Bruce McLaren       | Bruce McLaren Motor Racing  | McLaren      | McLaren M5A    | M5A/1      | BRM P101 V12         | G            |
| 6   | Joseph Siffert      | Rob Walker/Jack Durlacher   | Cooper       | Cooper T81     | F1-2-66    | Maserati 9/F1 V12    | F            |
| 8   | Dan Gurney          | Anglo-American Racers       | Eagle        | Eagle T1G      | 104        | Weslake 58 V12       | G            |
| 10  | Ludovico Scarfiotti | Anglo-American Racers       | Eagle        | Eagle T1G      | 103        | Weslake 58 V12       | G            |
| 12  | Guy Ligier          | Privé                       | Brabham      | Brabham BT20   | F1-2-66    | Repco 620 V8         | F            |
| 14  | John Surtees        | Honda R&D Company           | Honda        | Honda RA300    | RA300/1    | Honda RA273E V12     | F            |
| 14T | John Surtees        | Honda R&D Company           | Honda        | Honda RA273    | F102       | Honda RA273E V12     | F            |
| 16  | Jack Brabham        | Brabham Racing Organisation | Brabham      | Brabham BT24   | BT24/1     | Repco 740 V8         | G            |
| 18  | Denny Hulme         | Brabham Racing Organisation | Brabham      | Brabham BT24   | BT24/2     | Repco 740 V8         | G            |
| 20  | Jim Clark           | Team Lotus                  | Lotus        | Lotus 49       | 49 R2      | Ford Cosworth DFV V8 | F            |
| 22  | Graham Hill         | Team Lotus                  | Lotus        | Lotus 49       | 49 R3      | Ford Cosworth DFV V8 | F            |
| 24  | Giancarlo Baghetti  | Team Lotus                  | Lotus        | Lotus 49       | 49 R1      | Ford Cosworth DFV V8 | F            |
| 26  | Joakim Bonnier      | Joakim Bonnier Racing Team  | Cooper       | Cooper T81     | F1-5-66    | Maserati 9/F1 V12    | F            |
| 28  | Andrea de Adamich   | Scuderia Filipinetti        | Cooper       | Cooper T81     | F1-7-66    | Maserati 9/F1 V12    | F            |
| 30  | Jochen Rindt        | Cooper Car Company          | Cooper       | Cooper T86     | F1-2-67    | Maserati 10/F1 V12   | F            |
| 32  | Jacky Ickx          | Cooper Car Company          | Cooper       | Cooper T81 B   | F1-1-67    | Maserati 10/F1 V12   | F            |
| 34  | Jackie Stewart      | Owen Racing Organisation    | BRM          | BRM P115       | 1151       | BRM P75 H16          | G            |
| 34T | Jackie Stewart      | Owen Racing Organisation    | BRM          | BRM P83        | 8303       | BRM P75 H16          | G            |
| 36  | Mike Spence         | Owen Racing Organisation    | BRM          | BRM P83        | 8302       | BRM P75 H16          | G            |
| 38  | Chris Irwin         | Reg Parnell Racing          | BRM          | BRM P83        | 8301       | BRM P75 H16          | G            |

- La lettre T accolée au numéro désigne la voiture de réserve («Test car», en anglais).

## Qualifications
Deux séances qualificatives de trois heures chacune sont prévues, les vendredi et samedi après-midi précédant la course.

### Première séance qualificative - vendredi 8 septembre
Il fait beau et chaud le vendredi après-midi, lorsque commencent les essais officiels. Andrea de Adamich, qui devait piloter l'ancienne Cooper de Guy Ligier, a finalement renoncé à sa participation. Denny Hulme est l'un des premiers à se mettre en piste ; au volant de sa Brabham, le leader du championnat ne tarde pas à établir un temps de référence, à 226 km/h de moyenne, mais rentre aussitôt au stand, un joint de culasse claqué mettant fin à sa session. Jim Clark a brièvement testé sa Lotus mais a jugé les rapports de boîte de vitesses inadaptés au circuit, aussi s'entraîne-t-il sur la voiture de son coéquipier Giancarlo Baghetti (pendant que ses mécaniciens effectuent les ajustements demandés) et ne tarde pas à battre le temps de Hulme. Chris Amon tourne également sur la voiture de réserve de la Scuderia Ferrari pendant que l'on monte des collecteurs d'admission en fibre de verre sur la nouvelle monoplace allégée. Bruce McLaren a des problèmes avec son moteur BRM et ne peut tourner dans de bonnes conditions. Une fois la nouvelle Ferrari prête, Amon et se met bientôt en évidence, accomplissant un tour à 231,5 km/h de moyenne, améliorant de près de deux secondes le temps ayant valu la pole position à Mike Parkes l'année précédente. Reprenant sa propre monoplace, Clark aligne une séries de tours extrêmement rapides et, à 233,9 km/h, pulvérise le record officieux de la piste, reléguant Amon à près d'une seconde. Après une série de tours avec sa monoplace à arrière profilé, le pilote-constructeur Jack Brabham a ensuite fait monter une bulle en plexiglas sur son cockpit, afin d'améliorer le profilage. Bien que lui faisant gagner quelques kilomètres/heure en pointe, la bulle gène toutefois la visibilité et lui fait perdre du temps en virage, aussi le dispositif a-t-il bientôt été retiré. Reprenant aussitôt la piste, le champion du monde a profité du sillage de la Ferrari d'Amon pour réaliser le deuxième meilleur temps de la journée, à huit dixièmes de seconde de Clark.
| Pos. | Pilote              | Écurie          | Temps        | Écart   |
| ---- | ------------------- | --------------- | ------------ | ------- |
| 1    | Jim Clark           | Lotus-Ford      | 1 min 28 s 5 |         |
| 2    | Jack Brabham        | Brabham-Repco   | 1 min 29 s 3 | + 0 s 8 |
| 3    | Chris Amon          | Ferrari         | 1 min 29 s 4 | + 0 s 9 |
| 4    | Dan Gurney          | Eagle-Weslake   | 1 min 29 s 5 | + 1 s 0 |
| 5    | Graham Hill         | Lotus-Ford      | 1 min 29 s 7 | + 1 s 2 |
| 6    | Ludovico Scarfiotti | Eagle-Weslake   | 1 min 30 s 8 | + 2 s 3 |
| 7    | Denny Hulme         | Brabham-Repco   | 1 min 31 s 6 | + 3 s 1 |
| 8    | Jackie Stewart      | BRM             | 1 min 31 s 7 | + 3 s 2 |
| 9    | John Surtees        | Honda           | 1 min 31 s 9 | + 3 s 4 |
| 10   | Jochen Rindt        | Cooper-Maserati | 1 min 31 s 9 | + 3 s 4 |
| 11   | Bruce McLaren       | McLaren-BRM     | 1 min 32 s 0 | + 3 s 5 |
| 12   | Jacky Ickx          | Cooper-Maserati | 1 min 33 s 0 | + 4 s 5 |
| 13   | Chris Irwin         | BRM             | 1 min 33 s 3 | + 4 s 8 |
| 14   | Mike Spence         | BRM             | 1 min 33 s 9 | + 5 s 4 |
| 15   | Joakim Bonnier      | Cooper-Maserati | 1 min 35 s 0 | + 6 s 5 |
| 16   | Guy Ligier          | Brabham-Repco   | 1 min 37 s 3 | + 8 s 8 |

### Deuxième séance qualificative - samedi 9 septembre

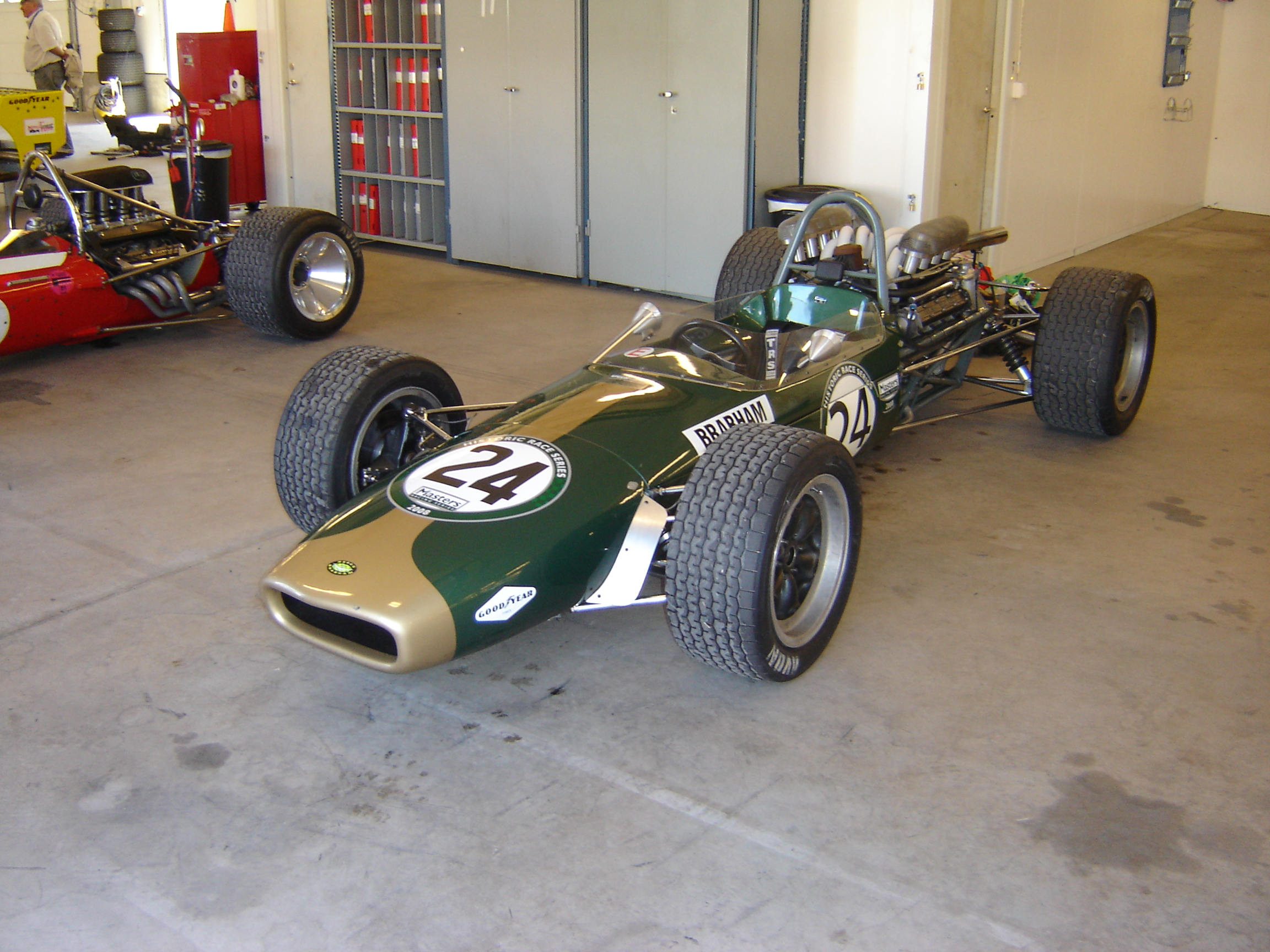
La Brabham BT24 de Jack Brabham. Le pilote-constructeur australien a réalisé le meilleur temps de la séance du samedi, avant que la pluie ne fasse son apparition.

La session du samedi va commencer avec une demi-heure de retard, sous un ciel couvert. Craignant la pluie, la plupart des pilotes prennent rapidement la piste. Exploitant au mieux l'aspiration, Brabham améliore nettement son temps de la veille, s'approchant du record officieux de Clark. McLaren profite également du sillage des autres monoplaces et va réaliser le deuxième meilleur temps, avant que la pluie ne fasse son apparition, détrempant le circuit et mettant fin à toute possibilité d'amélioration. Grâce à son chrono du vendredi, Clark s'adjuge une nouvelle fois la pole position, Brabham et McLaren complétant la première ligne. Amon n'est pas parvenu à faire mieux que la veille et s'élancera à la corde de la deuxième ligne, au côté de l'Eagle de Dan Gurney.
| Pos. | Pilote              | Écurie          | Temps         | Écart    |
| ---- | ------------------- | --------------- | ------------- | -------- |
| 1    | Jack Brabham        | Brabham-Repco   | 1 min 28 s 8  |          |
| 2    | Bruce McLaren       | McLaren-BRM     | 1 min 29 s 31 | + 0 s 51 |
| 3    | Dan Gurney          | Eagle-Weslake   | 1 min 29 s 38 | + 0 s 58 |
| 4    | Denny Hulme         | Brabham-Repco   | 1 min 29 s 46 | + 0 s 66 |
| 5    | Jackie Stewart      | BRM             | 1 min 29 s 6  | + 0 s 8  |
| 6    | Jim Clark           | Lotus-Ford      | 1 min 29 s 7  | + 0 s 9  |
| 7    | Chris Amon          | Ferrari         | 1 min 30 s 0  | + 1 s 2  |
| 8    | Graham Hill         | Lotus-Ford      | 1 min 30 s 2  | + 1 s 4  |
| 9    | John Surtees        | Honda           | 1 min 30 s 3  | + 1 s 5  |
| 10   | Ludovico Scarfiotti | Eagle-Weslake   | 1 min 31 s 1  | + 2 s 3  |
| 11   | Jochen Rindt        | Cooper-Maserati | 1 min 31 s 3  | + 2 s 5  |
| 12   | Mike Spence         | BRM             | 1 min 32 s 1  | + 3 s 3  |
| 13   | Joseph Siffert      | Cooper-Maserati | 1 min 32 s 3  | + 3 s 5  |
| 14   | Joakim Bonnier      | Cooper-Maserati | 1 min 32 s 5  | + 3 s 7  |
| 15   | Chris Irwin         | BRM             | 1 min 33 s 2  | + 4 s 4  |
| 16   | Giancarlo Baghetti  | Lotus-Ford      | 1 min 35 s 2  | + 6 s 4  |
| 17   | Jacky Ickx          | Cooper-Maserati | 1 min 35 s 8  | + 7 s 0  |
| 18   | Guy Ligier          | Brabham-Repco   | 1 min 47 s 0  | + 18 s 2 |

### Tableau final des qualifications

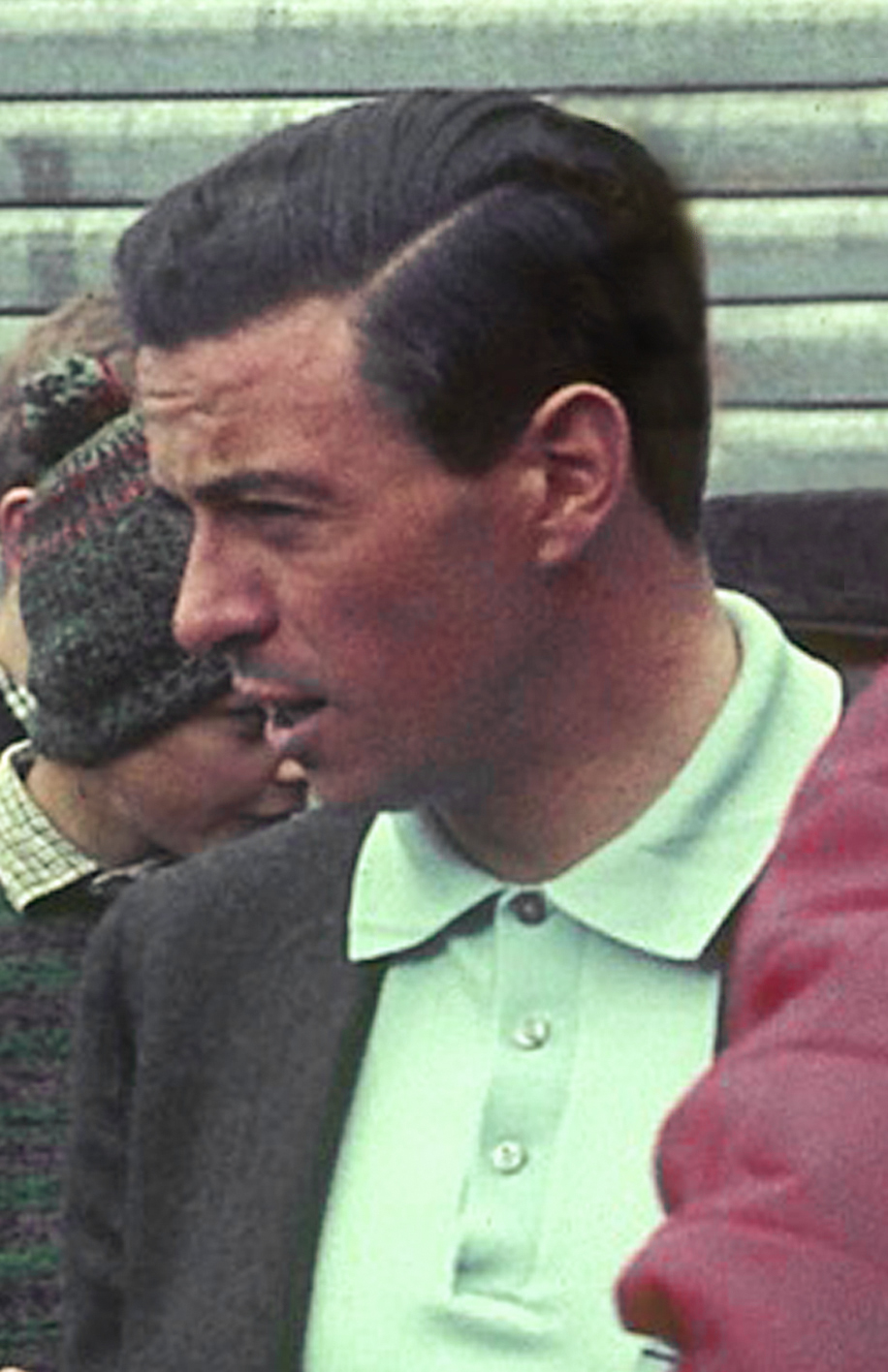
Jim Clark s'est une nouvelle fois montré le plus rapide aux essais.

| Pos. | Pilote              | Écurie          | Temps         | Écart    | Commentaire               |
| ---- | ------------------- | --------------- | ------------- | -------- | ------------------------- |
| 1    | Jim Clark           | Lotus-Ford      | 1 min 28 s 5  |          | temps réalisé le vendredi |
| 2    | Jack Brabham        | Brabham-Repco   | 1 min 28 s 8  | + 0 s 3  | temps réalisé le samedi   |
| 3    | Bruce McLaren       | McLaren-BRM     | 1 min 29 s 31 | + 0 s 81 | temps réalisé le samedi   |
| 4    | Chris Amon          | Ferrari         | 1 min 29 s 35 | + 0 s 85 | temps réalisé le samedi   |
| 5    | Dan Gurney          | Eagle-Weslake   | 1 min 29 s 38 | + 0 s 88 | temps réalisé le samedi   |
| 6    | Denny Hulme         | Brabham-Repco   | 1 min 29 s 46 | + 0 s 96 | temps réalisé le samedi   |
| 7    | Jackie Stewart      | BRM             | 1 min 29 s 6  | + 1 s 1  | temps réalisé le samedi   |
| 8    | Graham Hill         | Lotus-Ford      | 1 min 29 s 7  | + 1 s 2  | temps réalisé le vendredi |
| 9    | John Surtees        | Honda           | 1 min 30 s 3  | + 1 s 8  | temps réalisé le samedi   |
| 10   | Ludovico Scarfiotti | Eagle-Weslake   | 1 min 30 s 8  | + 2 s 3  | temps réalisé le vendredi |
| 11   | Jochen Rindt        | Cooper-Maserati | 1 min 31 s 3  | + 2 s 8  | temps réalisé le samedi   |
| 12   | Mike Spence         | BRM             | 1 min 32 s 1  | + 3 s 6  | temps réalisé le samedi   |
| 13   | Joseph Siffert      | Cooper-Maserati | 1 min 32 s 3  | + 3 s 8  | temps réalisé le samedi   |
| 14   | Joakim Bonnier      | Cooper-Maserati | 1 min 32 s 5  | + 4 s 0  | temps réalisé le samedi   |
| 15   | Jacky Ickx          | Cooper-Maserati | 1 min 33 s 0  | + 4 s 5  | temps réalisé le vendredi |
| 16   | Chris Irwin         | BRM             | 1 min 33 s 2  | + 4 s 7  | temps réalisé le samedi   |
| 17   | Giancarlo Baghetti  | Lotus-Ford      | 1 min 35 s 2  | + 6 s 7  | temps réalisé le samedi   |
| 18   | Guy Ligier          | Brabham-Repco   | 1 min 37 s 3  | + 8 s 8  | temps réalisé le vendredi |

## Grille de départ
| 1re ligne | Pos. 1                      |                             | Pos. 2                      |                               | Pos. 3                      |
|           | Clark Lotus 1 min 28 s 5    |                             | Brabham 1 min 28 s 8        |                               | McLaren 1 min 29 s 31       |
| 2e ligne  |                             | Pos. 4                      |                             | Pos. 5                        |                             |
|           |                             | Amon Ferrari 1 min 29 s 35  |                             | Gurney Eagle 1 min 29 s 38    |                             |
| 3e ligne  | Pos. 6                      |                             | Pos. 7                      |                               | Pos. 8                      |
|           | Hulme Brabham 1 min 29 s 46 |                             | Stewart BRM 1 min 29 s 6    |                               | G. Hill Lotus 1 min 29 s 7  |
| 4e ligne  |                             | Pos. 9                      |                             | Pos. 10                       |                             |
|           |                             | Surtees Honda 1 min 30 s 3  |                             | Scarfiotti Eagle 1 min 30 s 8 |                             |
| 5e ligne  | Pos. 11                     |                             | Pos. 12                     |                               | Pos. 13                     |
|           | Rindt Cooper 1 min 31 s 3   |                             | Spence BRM 1 min 32 s 1     |                               | Siffert Cooper 1 min 32 s 3 |
| 6e ligne  |                             | Pos. 14                     |                             | Pos. 15                       |                             |
|           |                             | Bonnier Cooper 1 min 32 s 5 |                             | Ickx Cooper 1 min 33 s 0      |                             |
| 7e ligne  | Pos. 16                     |                             | Pos. 17                     |                               | Pos. 18                     |
|           | Irwin BRM 1 min 33 s 2      |                             | Baghetti Lotus 1 min 35 s 2 |                               | Ligier Brabham 1 min 37 s 3 |

## Déroulement de la course

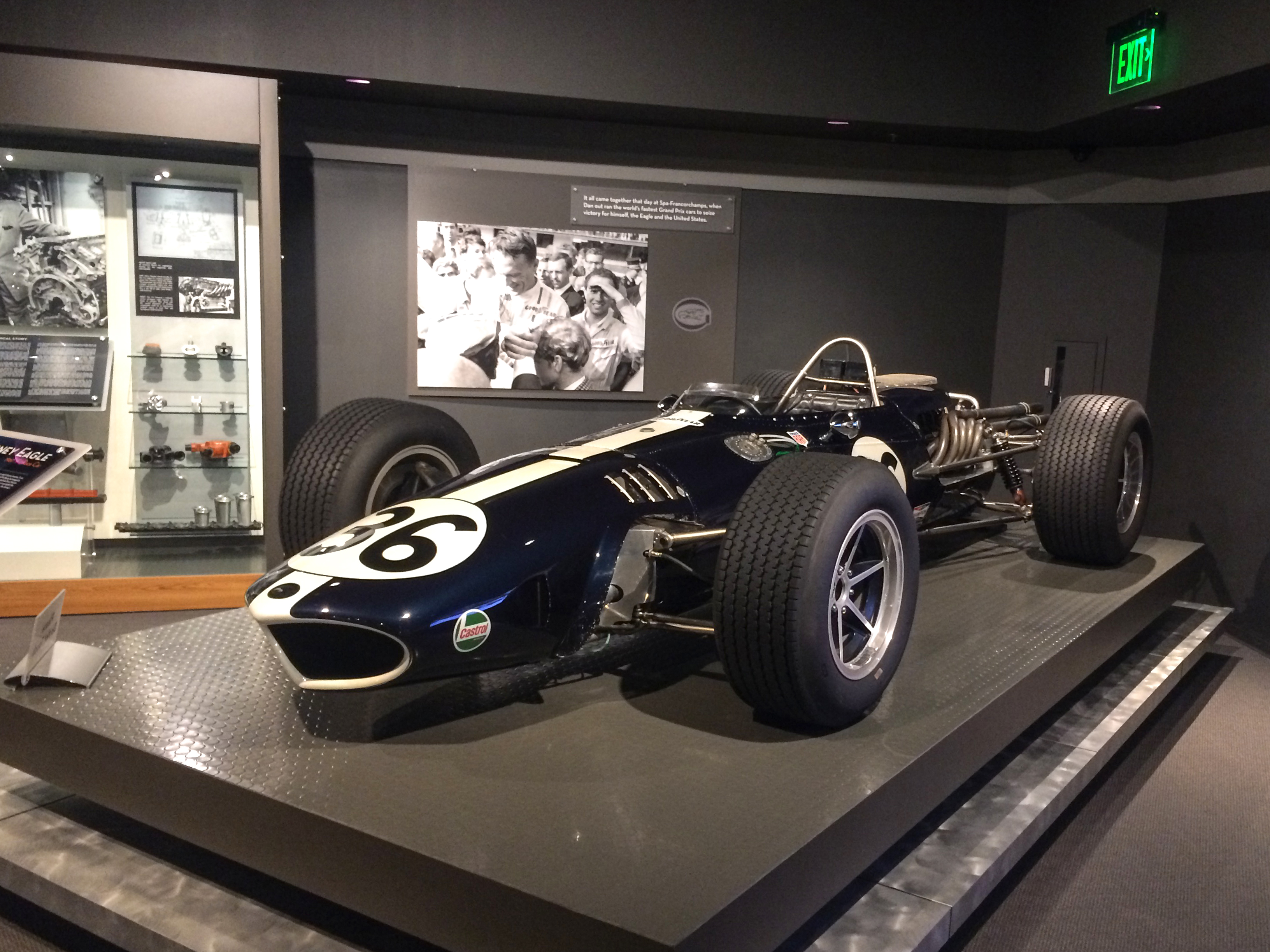
L'Eagle T1G de Dan Gurney a animé les premières minutes de course.

Il fait beau et chaud lorsque les voitures sont mises en place, le dimanche après-midi, devant soixante mille spectateurs. Le départ est donné dans la confusion la plus complète, un officiel abaissant un drapeau vert qui sera confondu par plusieurs pilotes avec le drapeau national. Jack Brabham s'élance immédiatement, talonné par Bruce McLaren et l'Eagle de Dan Gurney, alors que Jim Clark a quelque peu hésité et a perdu le bénéfice de sa pole position, sa Lotus étant débordée de part et d'autre. Également surpris, Chris Amon n'a pu éviter un surrégime, altérant quelque peu l'état de son V12 Ferrari qui ne pourra dès lors plus atteindre son plein régime. Gurney parvient à déborder McLaren à l'abord de la “Curva Grande”, puis à ravir le commandement à Brabham à l'autre bout du circuit. Le pilote américain repasse le premier devant les stands, talonné par la Brabham du champion du monde et la Lotus de Graham Hill. Un peu plus loin vient Clark, qui a déjà regagné quelques places, suivi de près par McLaren, tandis que la BRM de Jackie Stewart emmène le reste du peloton. Au cours du deuxième tour, Clark dépasse son coéquipier et Brabham, se rapprochant bientôt de Gurney. À la fin du tour suivant, le champion écossais s'empare du commandement de la course au freinage de la “Curva Parabolica”, Gurney restant dans son sillage. Hill est une seconde plus loin, juste devant les Brabham du champion du monde et de Denny Hulme. Au cinquième tour, cependant, les deux Lotus de Clark et Hill se retrouvent aux deux premières places, tandis que Gurney regagne lentement son stand pour y abandonner, bielle coulée. Son coéquipier Ludovico Scarfiotti va renoncer presque aussitôt, pompe d'alimentation hors d'usage. La lutte pour la première place fait alors rage entre les pilotes des Lotus et ceux des Brabham, qui échangent constamment leurs places, Clark figurant le plus souvent en tête du groupe, qui a nettement distancé le peloton des poursuivants où, après l'arrêt prolongé de Stewart (qui a heurté le rail de sécurité dans la courbe de Lesmo), ne figurent plus que John Surtees (Honda), Jochen Rindt (Cooper), Amon et McLaren. Clark semble toutefois éprouver quelques difficultés à maîtriser sa monoplace et, à la fin du treizième tour, il s'engouffre dans la voie des stands, laissant Hulme, Brabham et Hill batailler en tête. Un pneu arrière est dégonflé et le remplacement de la roue va coûter plus d'une minute et demie au pilote Lotus, qui reprend la piste en avant-dernière position ! Malgré un moteur plus puissant, Hill ne parvient pas à prendre facilement l'ascendant sur Hulme et Brabham, qui s'aspirent mutuellement. Clark a amorcé une époustouflante remontée et en huit tours a repris les quelques secondes qui le séparaient du trio de tête. Il déborde tout d'abord Brabham, puis, au tour suivant, repasse devant Hulme et Hill. Clark est maintenant onzième et va dès lors progresser juste devant le groupe de tête. À la suite d'un surrégime dû au blocage de l'accélérateur, le moteur de Brabham a perdu de sa puissance et le champion du monde commence à perdre du terrain. Après avoir vaillamment résisté à Hill, Hulme va cependant s'incliner face au Britannique au cours du vingt-huitième tour, son moteur commençant à surchauffer. Le Néo-Zélandais se maintient quelque temps à la deuxième place, avant que le joint de culasse ne cède, le contraignant à l'abandon. Toujours dans le sillage de son coéquipier Clark qui vient d'égaler son temps de qualification, à près de 234 km/h de moyenne, Hill est désormais confortablement installé en tête, dix secondes devant Brabham qui, pénalisé en vitesse de pointe, n'est plus en mesure de résister et dont le retard va s'accentuer rapidement. En pleine bagarre pour la troisième place, Surtees, Amon, McLaren et Rindt accusent déjà quarante-cinq secondes de retard sur la voiture de tête. Auteur d'une course régulière au volant de la troisième Lotus, Giancarlo Baghetti, septième, est en passe d'être rejoint par ses deux coéquipiers. À mi épreuve, l'écart entre les deux premiers s'élève à dix-sept secondes, alors que le groupe emmené par Surtees se trouve désormais à plus de cinquante secondes du leader et que Clark, qui roule toujours de concert avec Hill, est maintenant septième.

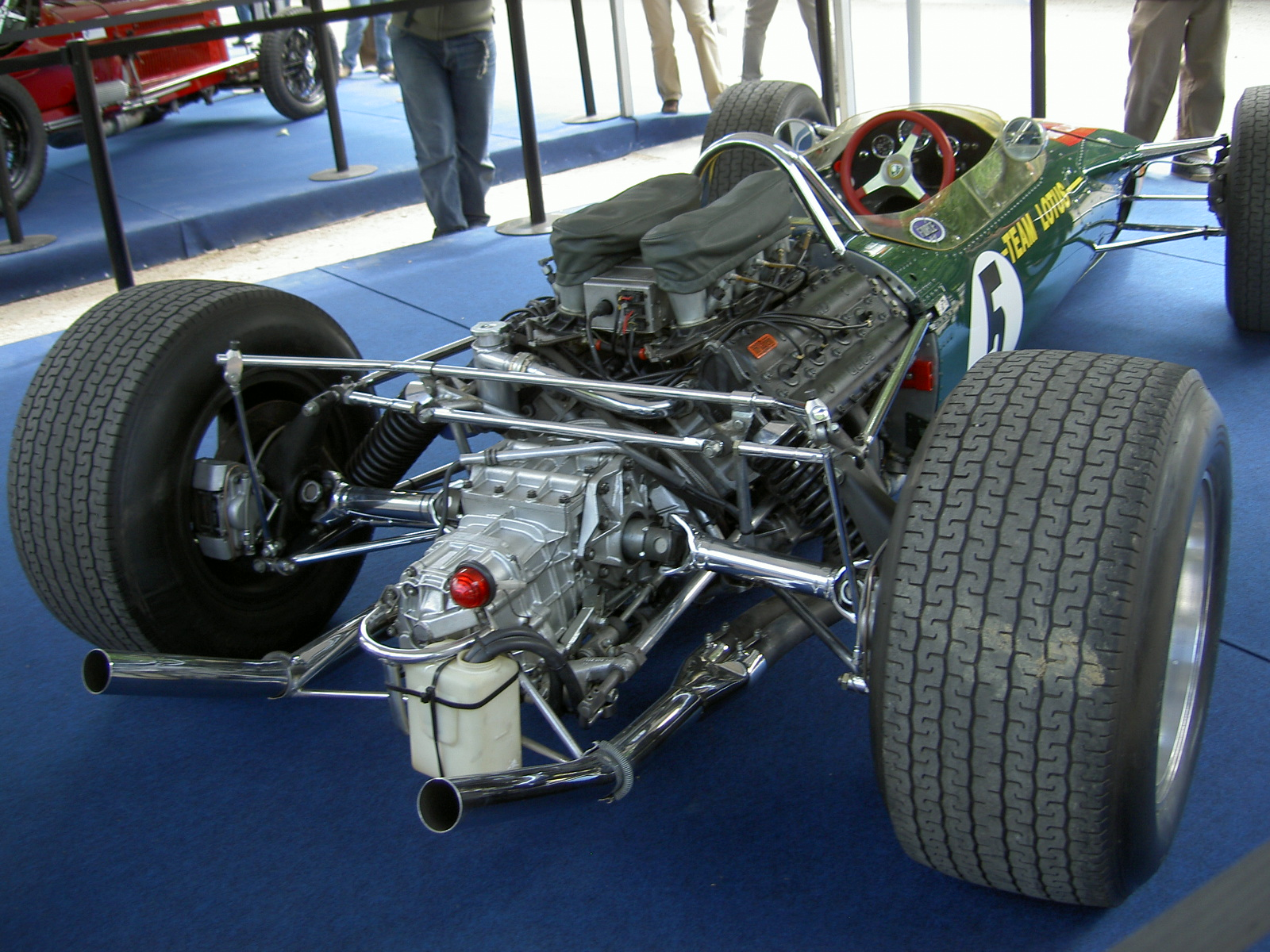
Au volant de sa Lotus 49, Jim Clark a effectué une remontée sensationnelle mais une panne d'essence dans le dernier tour lui a coûté la victoire.

Leurs adversaires ne peuvent tenir la cadence impressionnante des pilotes Lotus, qui s'aspirent à tour de rôle, Hill se forgeant une avance considérable tandis que Clark grignote inexorablement son retard sur le groupe dirigé par Surtees, au sein duquel Amon puis McLaren se sont brièvement emparés de la troisième place avant de rentrer dans le rang. Longtemps collé dans les échappements de la Honda, McLaren va cependant disparaître au cours du quarante-septième tour, bielle coulée. Hill compte alors quarante-cinq secondes d'avance sur Brabham, qui doit composer avec son moteur endommagé, et plus d'une minute sur le trio Surtees/Amon/Rindt, ce dernier commençant à subir des vibrations dans le train avant. Amon n'est pas mieux loti, la tenue de route de sa Ferrari s'étant nettement dégradée. Le Néo-Zélandais s'arrête à son stand pour faire examiner sa suspension arrière, mais rien d'anormal n'est détecté et il repart en septième position, derrière Baghetti qui va abandonner quelques minutes plus tard, un arbre à cames ayant cédé. Hill a maintenant une marge de cinquante-cinq secondes d'avance sur Brabham, qui faute de puissance ne peut éviter de perdre environ deux secondes au tour sur Surtees. Quatrième, Rindt a perdu le contact avec la Honda et Clark revient très rapidement sur lui. À l'issue du cinquante-cinquième tour, Hill a un avantage de plus d'une minute et dix secondes sur son dauphin. Clark, qui roule toujours juste devant son coéquipier, vient de dépasser Rindt et n'est plus qu'à treize secondes de Surtees et à vingt-et-une de Brabham. La remontée du champion écossais, qui à ce rythme peut viser la deuxième place, tient le public en haleine. Soudain, alors qu'il avait pratiquement course gagnée et près d'un tour d'avance, Hill regagne son stand en roue libre et abandonne, un pignon de distribution ayant éclaté. Brabham est en tête mais Clark, qui vient de rattraper Surtees, n'est plus qu'à trois secondes et demie de lui. Au soixantième tour, la jonction est faite. Le champion écossais a totalement comblé le handicap occasionné par son changement de pneu. Il dépasse très facilement la Brabham dont le moteur est à bout de souffle. Le champion du monde profite un instant de l'aspiration pour contrer l'offensive de Surtees (qui n'est plus qu'à deux secondes de lui) mais ne peut se maintenir longtemps dans le sillage de la Lotus. Alors que Clark se détache, Surtees rejoint son adversaire. La bataille pour la deuxième place s'engage, Brabham parvenant à compenser dans les courbes le manque de puissance de sa monoplace. À trois tours de la fin, Surtees parvient néanmoins à s'emparer de la deuxième place, sans toutefois prendre un avantage décisif. Clark mène alors avec trois secondes d'avance. Mais au moment d'attaquer le dernier tour, l'écart a fondu et les trois premiers sont regroupés en moins de deux secondes, le moteur de la Lotus ne délivrant plus toute sa puissance, la pompe à essence commençant à se désamorcer. Dans la Curva Grande, abordée à plus de 260 km/h, le moteur Cosworth se coupe et Clark va avoir bien du mal à maîtriser l'embardée soudaine de sa monoplace. Surtees et Brabham parviennent adroitement à l'éviter et se retrouvent aux deux premières places, toujours roues dans roues. La course va se jouer dans le dernier virage : à l'entrée de la Parabolique, Surtees se positionne l'extérieur du virage, ne laissant à son adversaire que la possibilité de prendre l'intérieur (où le revêtement est souillé) pour le dépasser avant l'arrivée. Au freinage, Brabham déboîte, déborde la Honda mais, roulant sur une longue traînée d'huile, ne peut éviter de se mettre en travers. Il rattrape magistralement sa monoplace mais doit élargir sa trajectoire, deux roues mordant la bordure, et Surtees en profite pour plonger à l'intérieur et reprendre l'avantage en sortie de courbe. Le champion australien parvient à rester dans l'aspiration de la Honda et l'issue reste incertaine jusqu'au drapeau à damiers, Surtees s'imposant finalement de deux dixièmes de seconde ! Tombé en panne sèche, Clark parvient néanmoins à franchir la ligne, en roue libre, son avance sur Rindt lui ayant permis de conserver la troisième place. Seuls les quatre premiers ont parcouru toute la distance, Spence, cinquième, terminant à un tour du vainqueur. Pour sa première expérience en Formule 1, l'espoir belge Jacky Ickx termine sixième, attardé mais tout de même loin devant Amon qui avait effectué un deuxième arrêt au stand pour tenter de remédier à ses problèmes de tenue de route. La deuxième place de Brabham lui permet de rester en lice pour le championnat mondial, alors que Clark est désormais écarté de la course au titre. 

### Classements intermédiaires
Classements intermédiaires des monoplaces aux premier, deuxième, troisième, cinquième, huitième, dixième, quinzième, vingtième, vingt-cinquième, trentième, quarantième, quarante-cinquième, cinquantième, cinquante-cinquième, soixantième, soixante-quatrième et soixante-septième tours,.

### Classement de la course

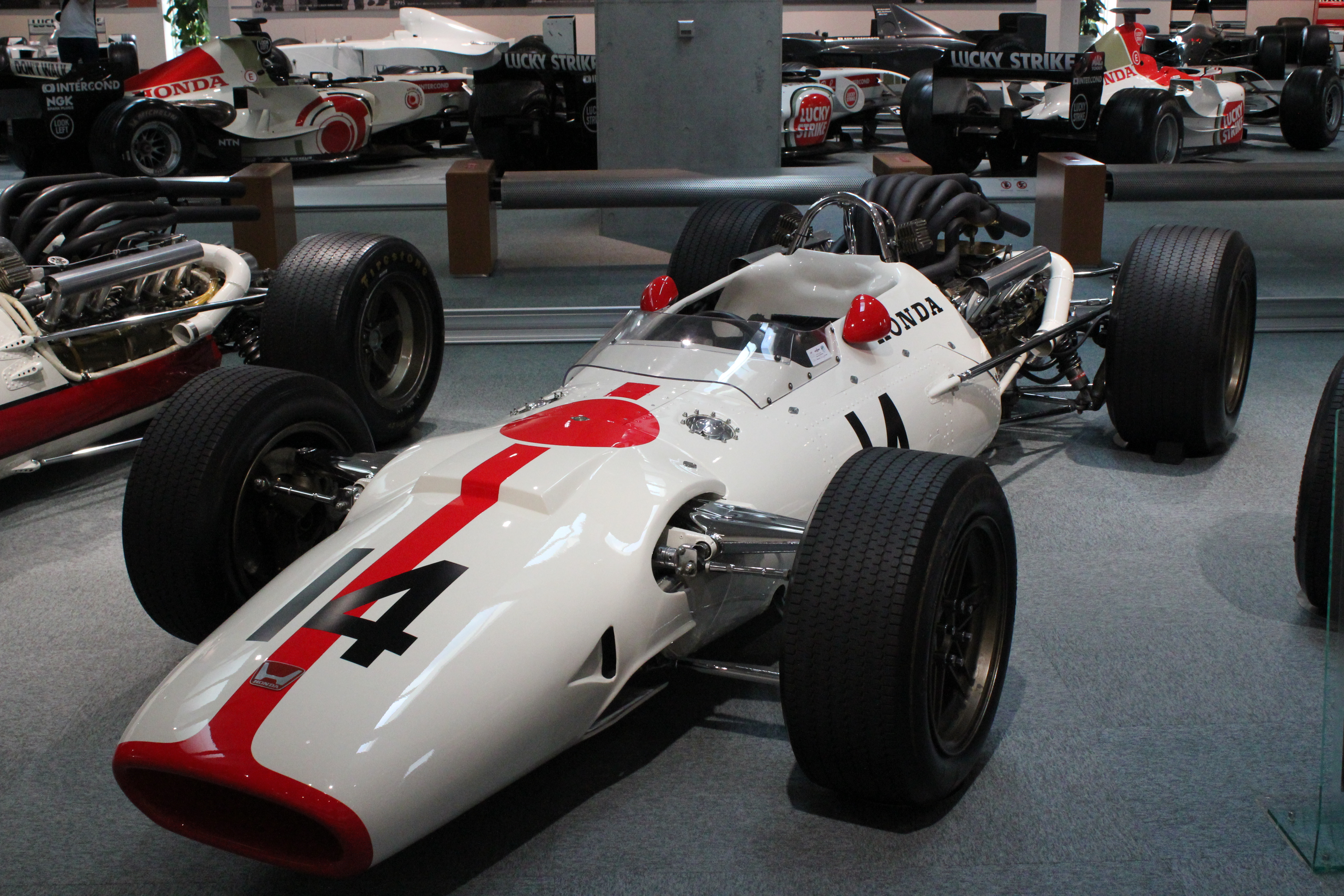
La Honda RA300 de John Surtees, victorieuse dès sa première sortie.

| Pos  | N° | Pilote              | Écurie          | Tours | Temps/Abandon                 | Grille | Points |
| ---- | -- | ------------------- | --------------- | ----- | ----------------------------- | ------ | ------ |
| 1    | 14 | John Surtees        | Honda           | 68    | 1 h 43 min 45 s 0             | 9      | 9      |
| 2    | 16 | Jack Brabham        | Brabham-Repco   | 68    | 1 h 43 min 45 s 2 (+ 0 s 2)   | 2      | 6      |
| 3    | 20 | Jim Clark           | Lotus-Ford      | 68    | 1 h 44 min 08 s 1 (+ 23 s 1)  | 1      | 4      |
| 4    | 30 | Jochen Rindt        | Cooper-Maserati | 68    | 1 h 44 min 41 s 6 (+ 56 s 6)  | 11     | 3      |
| 5    | 36 | Mike Spence         | BRM             | 67    | 1 h 44 min 58 s 5 (+ 1 tour)  | 12     | 2      |
| 6    | 32 | Jacky Ickx          | Cooper-Maserati | 66    | 1 h 44 min 58 s 6 (+ 2 tours) | 15     | 1      |
| 7    | 2  | Chris Amon          | Ferrari         | 64    | 1 h 44 min 05 s 1 (+ 4 tours) | 4      |        |
| Abd. | 22 | Graham Hill         | Lotus-Ford      | 58    | Moteur                        | 8      |        |
| Abd. | 24 | Giancarlo Baghetti  | Lotus-Ford      | 50    | Moteur                        | 17     |        |
| Abd. | 6  | Jo Siffert          | Cooper-Maserati | 50    | Accident                      | 13     |        |
| Abd. | 4  | Bruce McLaren       | McLaren-BRM     | 46    | Moteur                        | 3      |        |
| Abd. | 26 | Jo Bonnier          | Cooper-Maserati | 46    | Surchauffe moteur             | 14     |        |
| Abd. | 34 | Jackie Stewart      | BRM             | 45    | Moteur                        | 7      |        |
| Abd. | 18 | Denny Hulme         | Brabham-Repco   | 30    | Surchauffe moteur             | 6      |        |
| Abd. | 12 | Guy Ligier          | Brabham-Repco   | 26    | Moteur                        | 18     |        |
| Abd. | 38 | Chris Irwin         | BRM             | 16    | Injection                     | 16     |        |
| Abd. | 10 | Ludovico Scarfiotti | Eagle-Weslake   | 5     | Pompe d'alimentation          | 10     |        |
| Abd. | 8  | Dan Gurney          | Eagle-Weslake   | 4     | Moteur                        | 5      |        |

Légende :
- Abd.=Abandon

### Pole position et record du tour
- Pole position :  Jim Clark (Lotus) en 1 min 28 s 5 (vitesse moyenne : 233,898 km/h). Temps réalisé lors de la séance d'essais du vendredi 8 septembre[17].
- Meilleur tour en course :  Jim Clark (Lotus) en 1 min 28 s 5 (vitesse moyenne : 233,898 km/h) au vingt-sixième tour.

### Évolution du meilleur tour en course
Le meilleur tour fut amélioré cinq fois au cours de l'épreuve.

### Tours en tête
- Dan Gurney : 2 tours (1-2)
- Jim Clark : 16 tours (3-9 / 11-12 / 61-67)
- Denny Hulme : 9 tours (10 / 13-15 / 17 / 24-27)
- Jack Brabham : 3 tours (16 / 59-60)
- Graham Hill : 37 tours (18-23 / 28-58)
- John Surtees : 1 tour (68)

## Classement général à l'issue de la course
- Attribution des points : 9, 6, 4, 3, 2, 1 respectivement aux six premiers de chaque épreuve.
- Pour la coupe des constructeurs, même barème et seule la voiture la mieux classée de chaque équipe inscrit des points.
- Le championnat est divisé en deux demi-saisons, seuls les cinq meilleurs résultats (sur six épreuves) étant retenus pour la première et les quatre meilleurs (sur cinq épreuves) pour la deuxième[17].

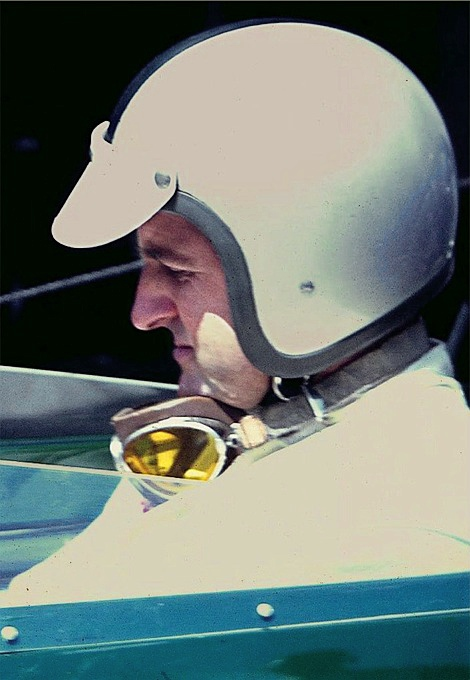
Malgré son abandon en Italie, Denny Hulme conserve la tête du classement provisoire du championnat du monde.

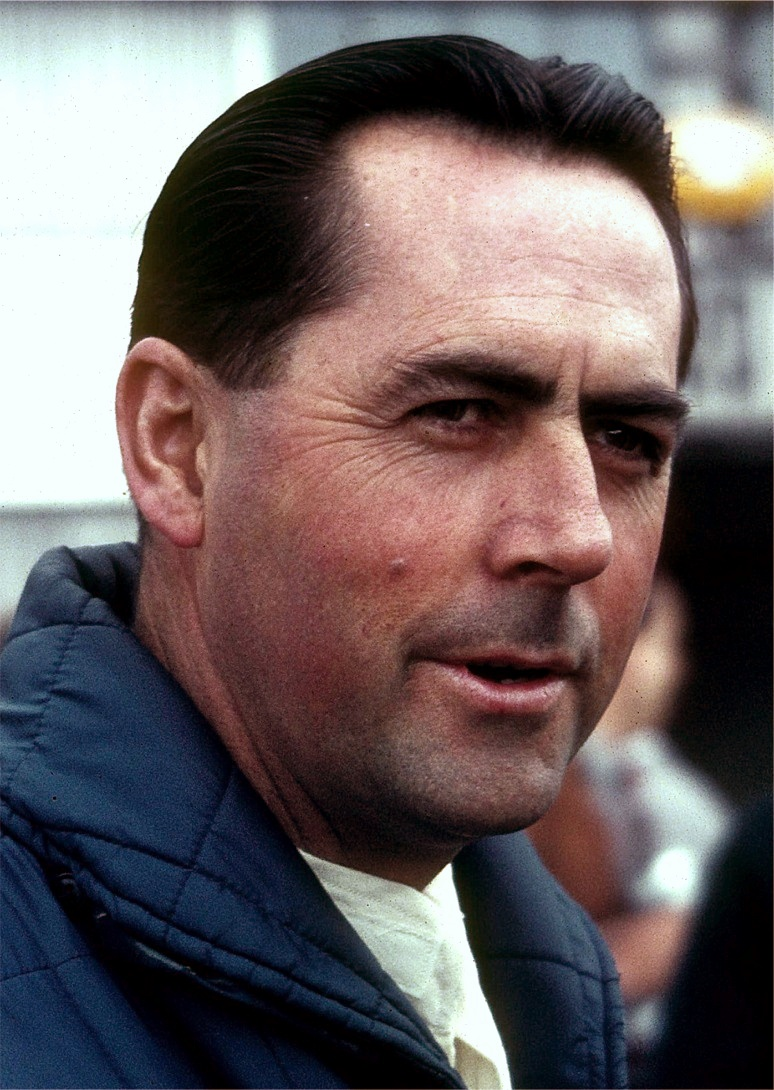
Deuxième à Monza, Jack Brabham ne compte plus que trois points de retard sur son coéquipier.

| Pos. | Pilote              | Écurie  | Points | AFS | MON | NL | BEL | FRA | GBR | 1re ½ saison | ALL | CAN | ITA | USA | MEX | 2e ½ saison |
| ---- | ------------------- | ------- | ------ | --- | --- | -- | --- | --- | --- | ------------ | --- | --- | --- | --- | --- | ----------- |
| 1    | Denny Hulme         | Brabham | 43     | 3   | 9   | 4  | -   | 6   | 6   | 28           | 9   | 6   | -   |     |     | 15          |
| 2    | Jack Brabham        | Brabham | 40     | 1   | -   | 6  | -   | 9   | 3   | 19           | 6   | 9   | 6   |     |     | 21          |
| 3    | Jim Clark           | Lotus   | 23     | -   | -   | 9  | 1   | -   | 9   | 19           | -   | -   | 4   |     |     | 4           |
| 4    | Chris Amon          | Ferrari | 20     | -   | 4   | 3  | 4   | -   | 4   | 15           | 4   | 1   | -   |     |     | 5           |
| 5    | John Surtees        | Honda   | 17     | 4   | -   | -  | -   | -   | 1   | 5            | 3   | -   | 9   |     |     | 12          |
| 6    | Pedro Rodríguez     | Cooper  | 14     | 9   | 2   | -  | -   | 1   | 2   | 14           | -   | -   | -   |     |     | -           |
| 7    | Dan Gurney          | Eagle   | 13     | -   | -   | -  | 9   | -   | -   | 9            | -   | 4   | -   |     |     | 4           |
| 8    | Jackie Stewart      | BRM     | 10     | -   | -   | -  | 6   | 4   | -   | 10           | -   | -   | -   |     |     | -           |
| 9    | Graham Hill         | Lotus   | 9      | -   | 6   | -  | -   | -   | -   | 6            | -   | 3   | -   |     |     | 3           |
| 10   | Mike Spence         | BRM     | 7      | -   | 1   | -  | 2   | -   | -   | 3            | -   | 2   | 2   |     |     | 4           |
| 11   | John Love           | Cooper  | 6      | 6   | -   | -  | -   | -   | -   | 6            | -   | -   | -   |     |     | -           |
|      | Jochen Rindt        | Cooper  | 6      | -   | -   | -  | 3   | -   | -   | 3            | -   | -   | 3   |     |     | 3           |
| 13   | Bruce McLaren       | McLaren | 3      | -   | 3   | -  | -   | -   | -   | 3            | -   | -   | -   |     |     | -           |
|      | Joseph Siffert      | Cooper  | 3      | -   | -   | -  | -   | 3   | -   | 3            | -   | -   | -   |     |     | -           |
| 15   | Bob Anderson        | Brabham | 2      | 2   | -   | -  | -   | -   | -   | 2            | -   | -   | -   |     |     | -           |
|      | Mike Parkes         | Ferrari | 2      | -   | -   | 2  | -   | -   | -   | 2            | -   | -   | -   |     |     | -           |
|      | Chris Irwin         | BRM     | 2      | -   | -   | -  | -   | 2   | -   | 2            | -   | -   | -   |     |     | -           |
|      | Joakim Bonnier      | Cooper  | 2      | -   | -   | -  | -   | -   | -   | -            | 2   | -   | -   |     |     | 2           |
| 19   | Ludovico Scarfiotti | Ferrari | 1      | -   | -   | 1  | -   | -   | -   | 1            | -   | -   | -   |     |     | -           |
|      | Guy Ligier          | Brabham | 1      | -   | -   | -  | -   | -   | -   | -            | 1   | -   | -   |     |     | 1           |
|      | Jacky Ickx          | Cooper  | 1      | -   | -   | -  | -   | -   | -   | -            | -   | -   | 1   |     |     | 1           |

| Pos. | Écurie          | Points | AFS | MON | NL | BEL | FRA | GBR | 1re ½ saison | ALL | CAN | ITA | USA | MEX | 2e ½ saison |
| ---- | --------------- | ------ | --- | --- | -- | --- | --- | --- | ------------ | --- | --- | --- | --- | --- | ----------- |
| 1    | Brabham-Repco   | 57     | 3   | 9   | 6  | -   | 9   | 6   | 33           | 9   | 9   | 6   |     |     | 24          |
| 2    | Lotus-Ford      | 26     | -   | -   | 9  | 1   | -   | 9   | 19           | -   | 3   | 4   |     |     | 7           |
| 3    | Cooper-Maserati | 24     | 9   | 2   | -  | 3   | 3   | 2   | 19           | 2   | -   | 3   |     |     | 5           |
| 4    | Ferrari         | 20     | -   | 4   | 3  | 4   | -   | 4   | 15           | 4   | 1   | -   |     |     | 5           |
| 5    | Honda           | 17     | 4   | -   | -  | -   | -   | 1   | 5            | 3   | -   | 9   |     |     | 12          |
| 6    | BRM             | 15     | -   | 1   | -  | 6   | 4   | -   | 11           | -   | 2   | 2   |     |     | 4           |
| 7    | Eagle-Weslake   | 13     | -   | -   | -  | 9   | -   | -   | 9            | -   | 4   | -   |     |     | 4           |
| 8    | Cooper-Climax   | 6      | 6   | -   | -  | -   | -   | -   | 6            | -   | -   | -   |     |     | -           |
|      | Lotus-BRM       | 6      | -   | 6   | -  | -   | -   | -   | 6            | -   | -   | -   |     |     | -           |
| 10   | McLaren-BRM     | 3      | -   | 3   | -  | -   | -   | -   | 3            | -   | -   | -   |     |     | -           |
| 11   | Brabham-Climax  | 2      | 2   | -   | -  | -   | -   | -   | 2            | -   | -   | -   |     |     | -           |

## À noter
- 6e victoire en championnat du monde pour John Surtees.
- 2e victoire en championnat du monde pour Honda en tant que constructeur.
- 2e victoire en championnat du monde pour Honda en tant que motoriste.